# Aktivno galaktičko jezgro
Aktivno galaktičko jezgro (engl. active galactic nucleus - AGN) je kompaktni region u središtu galaksije koja ima mnogo veću luminoznost od normalne nad barem delu elektromagnetnog spektra s karakteristikama koje ukazuju da svetlost ne proizvode zvezde. Takva suvišna nezvezdana emisija uočena je u radio, mikrotalasnim, infracrvenim, optičkim, ultraljubičastim, rendgenskim i gama zračnim talasnim opsezima. Galaksija koja ima AGN naziva se „aktivna galaksija”. Prema teoretskim pretpostavkama nezvezdano zračenje iz AGN je rezultat nagomilavanja materije u supermasivnoj crnoj rupi u središtu galaksije.
Aktivna galaktička jezgra su najsvetliji perzistentni izvori elektromagnetnog zračenja u univerzumu, i kao takvi se mogu koristiti kao sredstvo za otkrivanje udaljenih objekata; njihova evolucija kao funkcija kosmičkog vremena takođe postavlja ograničenja na modele kosmosa.
Uočene karakteristike AGN zavise od nekoliko svojstava kao što su masa centralne crne rupe, brzine nagomilavanja gasa u crnoj rupi, orijentacije akrecionog diska, stepena zatamnjenja nukleusa od prašinom, i prisustva ili odsustva mlazeva.
Brojne potklase AGN su definisane na osnovu njihovih uočenih karakteristika; najmoćniji AGN su klasifikovani kao kvazari. Blazar je AGN sa mlazom koji je okrenut ka Zemlji, u kome je zračenje iz mlaza pojačano relativističkim zračenjem.

## Istorija
Tokom prve polovine 20. veka, fotografska posmatranja obližnjih galaksija otkrila su neke karakteristične oznake AGN emisije, iako još nije bilo fizičkog razumevanja prirode AGN fenomena. Neka rana zapažanja Edvarda Fata su uključivala prvu spektroskopsku detekciju emisionih linija iz jezgara NGC 1068 i Mesje 81 (objavljeno 1909), i Heber Kutisovo otkriće mlazne erupcije u galaksiji Mesje 87 (objavljeno 1918). Daljim spektroskopskim studijama astronoma, uključujući Vesto Slajfera, Miltona Humasona i Nikolasa Majala, uočeno je prisustvo neobičnih emisionih linija u nekim galaktirčkim jezgrama. Godine 1943, Karl Sejfert je objavio članak u kojem je opisao zapažanja obližnjih galaksija koje imaju svetla jezgra koja su bila izvori neobično širokih emisionih linija. Galaksije posmatrane u okviru ove studije uključivale su NGC 1068, NGC 4151, NGC 3516 i NGC 7469. Aktivne galaksije kao što su ove poznate kao Sejfertove galaksije u čast Sejfertovog pionirskog rada.
Razvoj radio astronomije bio je glavni katalizator za razumevanje aktivnih galaktirčkih jezgara. Neki od najranije otkrivenih radio izvora nalaze se u blizini aktivnih eliptičnih galaksija kao što su Mesje 87 i Kentaur A. Drugi radio izvor, Signus A, identifikovali su Volter Bade i Rudolf Minkovski kao plimski zakrivljenu galaksiju sa neobičnim spektrom emisionih linija, sa recesionom brzinom od 16.700 kilometara u sekundi. 3C radio istraživanje je dovelo do daljnjeg napretka u otkrivanju novih radio izvora kao i do identifikacije izvora vidljive svetlosti koji su povezani sa radio emisijom. U fotografskim slikama, neki od ovih objekata bili su skoro tačkasti ili kvazi-zvezdani po izgledu, i klasifikovani su kao kvazi-zvezdani radio izvori (kasnije skraćeno kao „kvazari”).
Veliki napredak je ostvario Marten Šmit merenjem crvenog pomaka kvazara 3C 273, što je objavljeno 1963. godine. Šmit je zapazio da ako je ovaj objekat ekstragalaktičan (izvan Mlečnog puta, na kosmološkoj udaljenosti), onda je njegov veliki crveni pomak od 0,158 podrazumeva da je to nuklearni region galaksije oko 100 puta jače od drugih identifikovanih radio galaksija. Ubrzo nakon toga, optički spektri su korišćeni za merenje crvenog pomaka sve većeg broja kvazara, uključujući 3C 48, još udaljenijeg sa crvenim pomakom od 0,37.
Ogromne luminoznosti ovih kvazara, kao i njihova neobična spektralna svojstva, ukazuju da njihov izvor energije ne može biti obična zvezda. Nagomilavanje gasa na supermasivnoj crnoj rupi je predloženo kao izvor moći kvazara u radovima Edvina Solpitera i Jakova Zeldoviča iz 1964. godine. Godine 1969, Donald Linden-Bel je predložio da obližnje galaksije sadrže supermasivne crne rupe u njihovim centrima kao relikvije „mrtvih” kvazara, i da je akrecija crne rupe izvor energije za nezvezdane emisije u obližnjim Sejfertovim galaksijama. Tokom šezdesetih i sedamdesetih godina, rane opservacije rendgenske astronomije pokazala su da su Sejfertove galaksije i kvazari moćni izvori rendgenske emisije, koji potiču iz unutrašnjih regiona akrecionih diskova crnih rupa.
U današnje vreme AGN su glavna tema astrofizičkih istraživanja, i opservacionih i teorijskih. AGN istraživanja obuhvataju opservaciona istraživanja kako bi se pronašli AGN preko širokog opsega osvetljenja i crvenih pomaka, ispitivanje kosmičke evolucije i rasta crnih rupa, studije fizike akrecije crne rupe i emisije elektromagnetnog zračenja iz AGN, ispitivanje svojstava mlazova i odliva materije iz AGN, i uticaj akrecije crne rupe i aktivnosti kvazara na evoluciju galaksija.

## Literatura
- Fulvio Melia (2003). The Edge of Infinity. Supermassive Black Holes in the Universe. Cambridge University Press. ISBN 978-0-521-81405-8. OL 22546388M.
- Carr, Bernard; Kühnel, Florian (2022). „Primordial black holes as dark matter candidates”. SciPost Physics Lecture Notes. arXiv:2110.02821 . doi:10.21468/SciPostPhysLectNotes.48.
- Chakraborty, Amlan; Chanda, Prolay K.; Pandey, Kanhaiya Lal; Das, Subinoy (2022). „Formation and Abundance of Late-forming Primordial Black Holes as Dark Matter”. The Astrophysical Journal. 932 (2): 119. Bibcode:2022ApJ...932..119C. arXiv:2204.09628 . doi:10.3847/1538-4357/ac6ddd.
- Ferrarese, Laura; Merritt, David (2002). „Supermassive Black Holes”. Physics World. 15 (1): 41—46. Bibcode:2002astro.ph..6222F. S2CID 5266031. arXiv:astro-ph/0206222 . doi:10.1088/2058-7058/15/6/43.
- Krolik, Julian (1999). Active Galactic Nuclei. Princeton University Press. ISBN 978-0-691-01151-6. OL 361705M.
- Merritt, David (2013). Dynamics and Evolution of Galactic Nuclei. Princeton University Press. ISBN 978-0-691-12101-7.
- September 2020, Paul Sutter 29 (29. 9. 2020). „Black holes so big we don't know how they form could be hiding in the universe”. Space.com (на језику: енглески). Приступљено 2021-02-06.
- Overbye, Dennis (10. 4. 2019). „Black Hole Picture Revealed for the First Time – Astronomers at last have captured an image of the darkest entities in the cosmos – Comments”. The New York Times. Приступљено 10. 4. 2019.
- The Event Horizon Telescope Collaboration (10. 4. 2019). „First M87 Event Horizon Telescope Results. I. The Shadow of the Supermassive Black Hole”. The Astrophysical Journal Letters. 875 (1): L1. Bibcode:2019ApJ...875L...1E. arXiv:1906.11238 . doi:10.3847/2041-8213/ab0ec7 .
- Falcke, Heino; Melia, Fulvio; Agol, Eric (2000-01-01). „Viewing the Shadow of the Black Hole at the Galactic Center”. The Astrophysical Journal. 528 (1): L13—L16. Bibcode:2000ApJ...528L..13F. PMID 10587484. S2CID 119433133. arXiv:astro-ph/9912263 . doi:10.1086/312423.
- Kormendy, John; Richstone, Douglas (1995), „Inward Bound—The Search For Supermassive Black Holes In Galactic Nuclei”, Annual Review of Astronomy and Astrophysics, 33: 581, Bibcode:1995ARA&A..33..581K, doi:10.1146/annurev.aa.33.090195.003053
- Kormendy, John; Ho, Luis (2013). „Coevolution (Or Not) of Supermassive Black Holes and Host Galaxies”. Annual Review of Astronomy and Astrophysics. 51 (1): 511—653. Bibcode:2013ARA&A..51..511K. S2CID 118172025. arXiv:1304.7762 . doi:10.1146/annurev-astro-082708-101811.
- Ghez, A.; Klein, B.; Morris, M.; Becklin, E (1998). „High Proper-Motion Stars in the Vicinity of Sagittarius A*: Evidence for a Supermassive Black Hole at the Center of Our Galaxy”. The Astrophysical Journal. 509 (2): 678—686. Bibcode:1998ApJ...509..678G. S2CID 18243528. arXiv:astro-ph/9807210 . doi:10.1086/306528.
- Schödel, R.;  . (2002). „A star in a 15.2-year orbit around the supermassive black hole at the centre of the Milky Way”. Nature. 419 (6908): 694—696. Bibcode:2002Natur.419..694S. PMID 12384690. S2CID 4302128. arXiv:astro-ph/0210426 . doi:10.1038/nature01121.
- Frank, Juhan; King, Andrew; Raine, Derek J. (јануар 2002). „Accretion Power in Astrophysics: Third Edition”. Accretion Power in Astrophysics. Cambridge, UK: Cambridge University Press. Bibcode:2002apa..book.....F. ISBN 0521620538.
- Overbye, Dennis (12. 5. 2022). „Has the Milky Way's Black Hole Come to Light? - The Event Horizon Telescope reaches again for a glimpse of the "unseeable."”. The New York Times. Приступљено 12. 5. 2022.
- „Black Hole | COSMOS”. astronomy.swin.edu.au. Приступљено 2020-08-29.
- Kutner, Marc L. (2003), Astronomy: A Physical Perspective, Cambridge University Press, стр. 149, ISBN 978-0521529273
- „Problem 138: The Intense Gravity of a Black Hole”, Space Math @ NASA: Mathematics Problems about Black Holes, NASA, Приступљено 4. 12. 2018
- Celotti, A.; Miller, J.C.; Sciama, D.W. (1999). „Astrophysical evidence for the existence of black holes”. Class. Quantum Grav. (Submitted manuscript). 16 (12A): A3—A21. Bibcode:1999CQGra..16A...3C. S2CID 17677758. arXiv:astro-ph/9912186 . doi:10.1088/0264-9381/16/12A/301.
- Ehsan, Baaquie Belal; Hans, Willeboordse Frederick (2015), Exploring The Invisible Universe: From Black Holes To Superstrings, World Scientific, стр. 200, Bibcode:2015eiub.book.....B, ISBN 978-9814618694
- „Uranus Fact Sheet”. nssdc.gsfc.nasa.gov. Приступљено 2020-08-29.</ref><ref name=fabio>„Black Hole Calculator – Fabio Pacucci (Harvard University & SAO)”. Fabio Pacucci. Приступљено 2020-08-29.

## Spoljašnje veze
- Black Holes: Gravity's Relentless Pull Архивирано на веб-сајту  (17. мај 2008) Award-winning interactive multimedia Web site about the physics and astronomy of black holes from the Space Telescope Science Institute
- Images of supermassive black holes
- NASA images of supermassive black holes
- The black hole at the heart of the Milky Way
- ESO video clip of stars orbiting a galactic black hole
- Star Orbiting Massive Milky Way Centre Approaches to within 17 Light-Hours ESO, October 21, 2002
- Images, Animations, and New Results from the UCLA Galactic Center Group
- Washington Post article on Supermassive black holes
- Video (2:46) – Simulation of stars orbiting Milky Way's central massive black hole
- Video (2:13) – Simulation reveals supermassive black holes (NASA, October 2, 2018)